# Аргинин альфа-кетоглютарат

## Аргинин альфа-кетоглютарат (AAKG)
Аргинин альфа-кетоглутарат (ААКГ) — соль аминокислоты аргинина и альфа-кетоглутаровой кислоты. Приобрела популярность как добавка для пампинга в бодибилдинге. Предполагаемый механизм действия заключается в синтезе оксида азота из промежуточных продуктов распада аргинина, однако в настоящее время надежные научные подтверждения не найдены. Существующие исследования показали, что дополнительный прием аргинина бесполезен в бодибилдинге, поэтому есть все основания полагать, что аргинин альфа-кетоглутарат так же бесполезен.
Сейчас нет достоверных исследований опубликованных в рецензируемых научных журналах в поддержку заявления производителей, что повышение уровня оксида азота способствует ускорению мышечного роста или увеличению силовых показателей. Также нет доказательств, что аргинин альфа-кетоглютарат обладает какими-либо преимуществами, и влияет на уровень оксида азота в крови.
В исследовании 1999 года был исследован антикатаболический эффект аргинина альфа-кетоглутарата у 14 пациентов с травмами, с высоким уровнем катаболических и гипер-метаболических реакций. Одна группа испытуемых получала альфакетоглутарат в количестве 20 грамм Шаблон:Wow в сутки. В результате в этой группе было зафиксировано ускорение обновления белка, повышение секреции инсулина, гормона роста и свободных аминокислот (глютамина, пролина и аргинина), по сравнению с группой не получавшей добавку.
Исследование 2006 года позволило окончательно определить роль ААКГ в бодибилдинге. Ученые проверили его фармакокинетические свойства, побочные эффекты и эффективность у тренирующихся взрослых людей. Результаты показали, что аргинин альфа-кетоглутарат безопасен, и в некоторой степени помогает увеличить силовые показатели в жиме лежа, а также пиковую мощность, однако на мышечную массу влияния не оказывает, также как и на максимальную аэробную производительность.